# Kraški relief
S pojmom kraški relief označujemo površje, kjer prevladujejo posebne reliefne oblike oziroma kraški reliefni pojavi.
V ljudskem jeziku kras pomeni golo, kamnito zemljišče.
Značilnost kraškega površja je, da voda raztaplja apnenec (in druge karbonatne kamnine). Proces imenujemo korozija. Čista voda lahko raztopi le malo apnenca, kadar pa se veže z ogljikovim dioksidom, nastane šibka ogljikova kislina, ki raztapljanje močno poveča. Ker kraška voda dobi več ogljikovega dioksida iz prsti in organizmov v njej kot iz zraka, je proces korozije močnejši pod prstjo kot na površju.
Kras nastaja na apnencu in njemu po kemični sestavi sorodnih prepustnih kamninah. V Sloveniji je takega površja skoraj polovica.

## Oblike kraškega reliefa
Poznamo različne kraške reliefne oblike: površinske in podzemeljske.

### Površinske
- vrtače,
- udorne vrtače ali koliševke
- kraška polja
- kraške doline
- presihajoča jezera
- kraške izvire
- reke ponikalnice,
- požiralniki ali ponori,
- suhe doline
- slepe doline (zatrepna dolina)
- kraške planote
- v starejši kraški terminologiji tudi škavnice (zdaj ne več)

### Podzemeljske
- brezna,
- vodoravne kraške jame,
- vodne jame,
- suhe jame,
- stalaktiti,
- stalagmiti,
- kapniški stebri.

## Vrste kraškega površja
Poznamo pet različnih vrst krasa:
- Goli kras: je neporasel z rastlinstvom
- Fluviokras: ima površinske vode
- Visokogorski kras: ni pokrit z rastlinstvom, zato je delovanje korozije bolj izrazito
- Kontaktni kras: na stičišču prepustnih in neprepustnih kamnin
- Tropski ali stožičasti kras: iz pokrajine se dvigujejo skalnati stožci

## Pomen krasa za človeka
Kraški relief je neugoden za človekovo poselitev. Možnosti poljedelstva so dokaj slabe, saj primanjkuje rodovitne prsti in je spremenljive oblike. Nekoliko boljše možnosti za poljedelstvo so na kraških poljih, vendar so izpostavljena poplavam. Na visokih kraških planotah se je zaradi gozdov razvilo gozdarstvo. Planote pa so privlačne tudi za turiste.
Eden največjih problemov pa je oskrba z vodo, saj se ljudje ne zavedajo kako ranljivo je kraško okolje in voda, če odlagajo smeti v vrtače.